# 宇宙の終わり (ドクター・フーのエピソード)
「宇宙の終わり」（うちゅうのおわり、原題："Survivors of the Flux"）は、イギリスのSFドラマ『ドクター・フー』の第13シリーズ第5話であり、Doctor Who: Flux として知られる六部作エピソードの第5部。2021年11月28日にBBC Oneで最初に放送された。

## 制作
脚本はショーランナーであり製作総指揮のクリス・チブナルが執筆した。本作は第3話「ポストフラックス」や第6話「征服者」と共に第2ブロックに位置付けられており、監督はAzhur Saleemが担当した。
本作では13代目ドクター（演：ジョディ・ウィテカー）とヤズミン・カーン（演：マンディップ・ギル）、およびダン・ルイス（演：ジョン・ビショップ）が登場する。本作では、ケイト・スチュワート役でジェマ・レッドグレイヴが再出演し、これは「ザイゴンの侵略」「ザイゴンの逆転」（共に2015年）以来の出演となった。また、本作にはケイトの父であるアラステア・レスブリッジ＝スチュワート役でニコラス・コートニーの声がアーカイブオーディオを用いて画面外で登場している。

## 放送
「宇宙の終わり」は Flux と題された六部作の物語の第5部として2021年11月21日に放送された。イギリスでのその晩の視聴者数は382万人であった。放送後7日間の視聴者数の合計は483万人であり、その週のBBC Oneの番組では9番目、全チャンネルの中では21番目に高い記録を残した。
日本では2022年10月25日にHuluでの第13シリーズの配信が報じられ、11月17日より第4話「天使たちの村」および第6話「征服者」と共に配信が開始された。日本語字幕版のみであり、吹替版の配信は無い。

## 批評
| 専門評論家によるレビュー | 専門評論家によるレビュー |
| レビュー・スコア         | レビュー・スコア         |
| 出典                     | 評価                     |
| ------------------------ | ------------------------ |
| ラジオ・タイムズ         | [ 14 ]                   |
| The A.V. Club            | B+                       |
| インデペンデント         | [ 16 ]                   |
| ザ・テレグラフ           | [ 17 ]                   |

ラジオ・タイムズのパトリック・マルケーンは、本作が前話「天使たちの村」ほどエキサイティングではないとしつつ、クリス・チブナルによる神話作りが進展して多次元のチェスの盤上に最後の一手が構えられていると述べた。彼はチブナルの持ち駒の中でダンとヤズおよびジェリコによる世界の旅を讃え、『八十日間世界一周』の雰囲気があるとし、滑車や仙人および万里の長城でのシーンを面白いと評価した。また、テクテユンとドクターの対話シーンについては「時を超えた子供たち」でのマスターによる説明ほど退屈ではなかったとした。また、彼はプレンティス（演：クレイグ・パーキンソン）がUNIT創設期から当該組織の中枢に居て脅威が増したことを指摘し、また「終わらない悪夢と新たな旅」で凍結したUNITがケイト・スチュワートの登場を以て地位を取り戻すことを喜んだ。
The A.V. Club のキャロライン・セイドは、本作の情報量が「ハロウィーンの黙示録」を想起させるほど膨大なものであったとしつつ、スタイリッシュなトーンとエキサイティングな登場人物により楽しめるものになっていたと評価した。彼女は前話「天使たちの村」で主要人物の1人であったペギーが本作に登場しないことを残念に思いつつ、ダンとヤズとジェリコの3人を高く評価し、特にヤズ役のマンディップ・ギルの演技を讃えた。一方、彼女はテクテユンとドクターの対峙を重厚であると述べた一方、前話終盤のドクターの天使化が簡単に解除されたこと、およびウードやテクテユンが物語を進めるための装置になってしまっていることを指摘した。彼女はケイト・スチュワートの再登場を喜び、また、テクテユンの殺害を残念に思いながらもスウォームとアズールの結末を気にかけた。
インデペンデントのイソベル・ルイスはウィテカーの演技を高く評価し、テクテユンとドクターの対峙が鋭く説得力のあるものであったと指摘した。彼女は地球が宇宙終焉の中心地であることだけでなく、ソンターランによる大規模侵略が行われていることに触れ、ドラマチックであるとコメントした。テクテユンとの対話でドクターの苦痛を表現し、またホログラムを介したヤズへの語り掛けて優しさを体現したウィテカーの演技について再度賛辞を送った後、彼女はレビューを終えた。
ザ・テレグラフのマイケル・ホーガンは本作の複雑性について悪手であるとし、輝かしい瞬間がくだらないことの山に埋もれていると批判した。彼はダンとヤズとジェリコの旅を高く評価した一方、時空を超えて繰り返し登場するジョセフ・ウィリアムソン、パッセンジャーに呑み込まれるヴィンダー、同盟を組むベルとカルバニスタ、ディビジョンに乗り込むスウォームとアズールといった要素が足され、複雑になり過ぎているとコメントした。彼はドクターとテクテユンの会話について冗長であるとし、またディビジョンはドクターを容易に殺害可能であるため宇宙を破壊する意味が無いと指摘した。彼はラッセル・T・デイヴィスのストーリー構成の巧さについても触れ、クリス・チブナルによる本作は全編が中盤から構成されていたと述べ、未解決の展開を次話で回収しなければならないことを指摘した。